# 扎佩列沃德西克
50°21′59″N 32°12′9″E / 50.36639°N 32.20250°E
扎佩列沃德西克（烏克蘭語：Запереводське），是烏克蘭的村落，位於該國北部切爾尼戈夫州，由普里盧基區負責管轄，始建於1600年，面積0.51平方公里，海拔高度123米，2001年人口25，人口密度每平方公里48.73人。